# 百万角形
百万角形（ひゃくまんかくけい、megagon）は、多角形の一つで、1,000,000本の辺と1,000,000個の頂点を持つ図形である。
内角の和は179,999,640°、対角線の本数は499,998,500,000本である。

## 正百万角形
正百万角形においては、中心角と外角は0.00036°で、内角は179.99964°となる。一辺の長さが a の正百万角形の面積 S は
{\displaystyle S=250000a^{2}\cot {\frac {\pi }{1000000}}}

### 正百万角形の作図
正百万角形は定規とコンパスによる作図が不可能な図形である。
正百万角形は折紙により作図が不可能な図形である。

## 哲学での用法
百万角形は、視覚化できないが明確に定義できる概念の実例として用いられることがある。